# 內布拉斯加城 (內布拉斯加州)
內布拉斯加城（英語：Nebraska City）是一個位於美國內布拉斯加州奧托縣的城市。根據2010年美國人口普查，該地共人口7289人，而該地的面積約為12.88平方千米。同時該地也是奧托縣的縣治。

## 地理
內布拉斯加城的座標為40°12′07″N 98°04′00″W / 40.20194°N 98.06667°W，而該地的平均海拔高度為322米（即1056英尺）。